# جان موسینهو
جان موسینهو (انگلیسی: John Mousinho؛ زادهٔ ۳۰ آوریل ۱۹۸۶) بازیکن فوتبال اهل بریتانیا است.
از باشگاه‌هایی که در آن بازی کرده‌است می‌توان به باشگاه فوتبال بارتون آلبیون، باشگاه فوتبال گیلینگام، باشگاه فوتبال سلو تاون، باشگاه فوتبال پرستون نورث اند، باشگاه فوتبال ووکینگ، باشگاه فوتبال وایکام واندررز، باشگاه فوتبال برنتفورد، و باشگاه فوتبال استیونج اشاره کرد.